# Улица 20 октября (Звездара)
Улица 20 октября (серб. Улица 20. октобра) — улица Белграда, расположенная в местечке Мали-Мокри-Луг, входящем в общину Звездара округа Город Белград. Начинается от дома 2 по улице Партизанской и заканчивается улицей Павла Васича (ранее — улицей Павших борцов). Длина улицы составляет 1300 м.

## История
Своё название улица получила в память о дне освобождения Белграда от немецко-фашистской оккупации — 20 октября 1944 года. В освобождении Белграда участвовали как части Советской армии, так и формирования Народно-освободительной армии Югославии. К 14 октября 1944 года была прорвана первая линия обороны города: главные части объединённых югославских и советских войск перешли в общее наступление со стороны Баницы через Славию в направлении парка Калемегдан. Одновременно 12-й воеводинский корпус двинулся через Чукарицу к главному железнодорожному вокзалу. Непосредственно уличные бои велись шесть полных дней; помощь югославским и советским солдатам оказывали местные жители. В ночь с 19 на 20 октября немцы отступили из города через реку Сава, а утром 20 октября у Савского моста завершились последние бои.

## Пересечения с улицами
- Улица Народного фронта (серб. Улица Народног фронта)[1]
- Улица 27 марта (серб. Улица 27. марта)[1] — делится улицей 20 октября пополам[3]
- Бульвар короля Александра[серб.][1]

## Достопримечательности
- Церковь Святого Трифуна[серб.] (дом 13ц)[1][4]
- Рынок Шумадия (дом 40)[1]